# Vonda Shepard

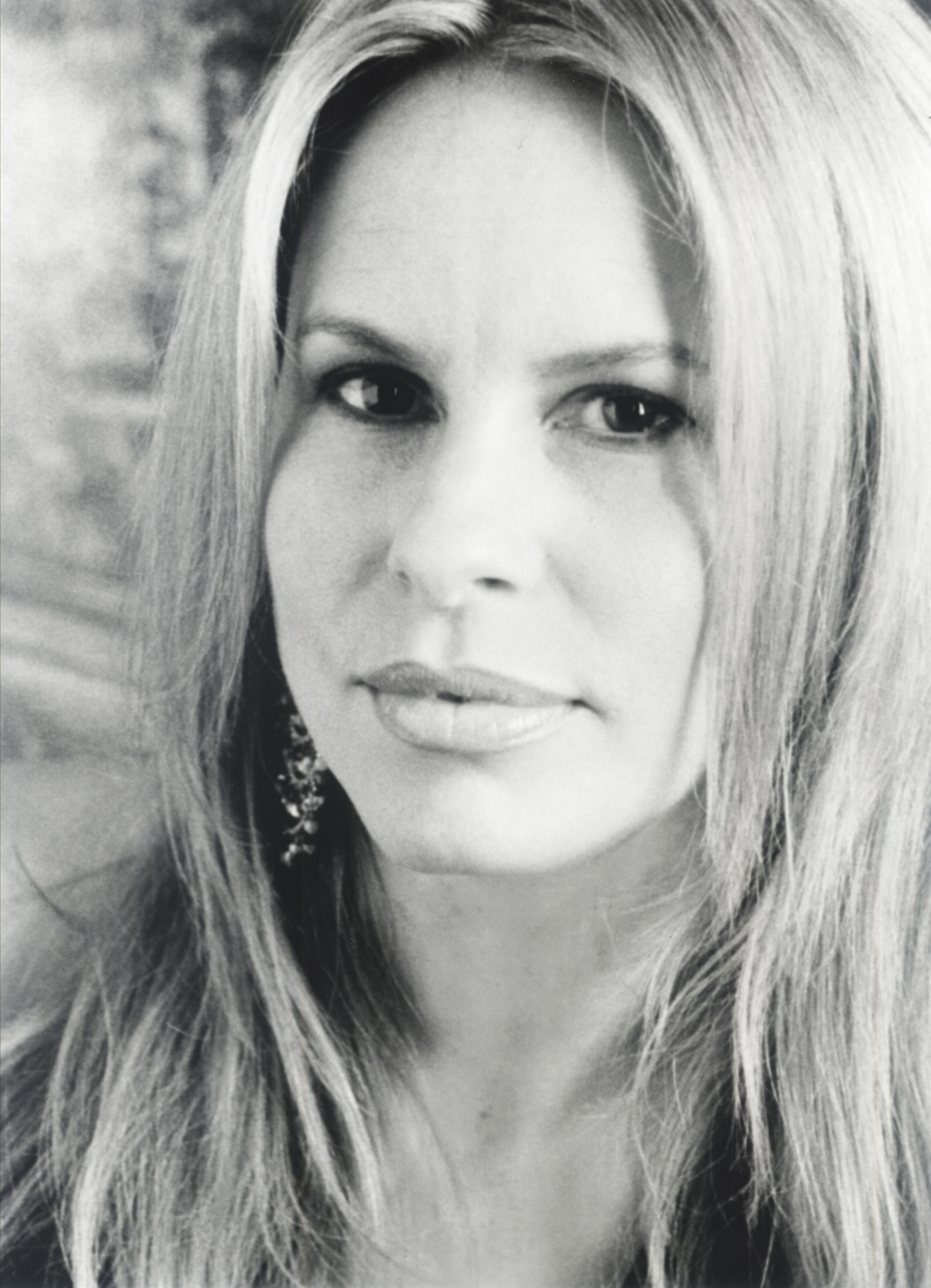
Vonda Shepard

Vonda Shepard (* 7. Juli 1963 in New York City, New York) ist eine US-amerikanische Singer-Songwriterin und Schauspielerin. Einem breiten Publikum wurde sie durch die musikalischen Beiträge und Rollenbesetzung in der Fernsehserie Ally McBeal bekannt.

## Leben und Karriere
Vonda Shepard wuchs in Kalifornien auf. Ihr Vater Richmond Shepard war ebenfalls Schauspieler. Sie hat drei Schwestern.
Erster Förderer in Shepards Karriere war ihr Vater, der die finanziellen Mittel für ihre Ausbildung an Klavier und Gitarre sowie für Gesangsstunden aufbrachte. Schon im Teenager-Alter schrieb sie ihre ersten eigenen Songs, mit 14 Jahren trat sie in Clubs in Los Angeles auf. Sie sang im Background-Chor von Al Jarreau, Jackson Browne und Rickie Lee Jones. Ihre erste Single Anfang der 1980er Jahre war ein Duett mit Dan Hill und hieß Can’t we try. 1987 erschien ihr erstes Solo-Album Vonda Shepard, das gute Kritiken erhielt, sich aber nicht besonders gut verkaufte. Das traf auch auf ihr zweites Album The radical Light zu, das die Studio-Version ihres späteren Hits Searchin' my soul enthielt, sodass ihre Plattenfirma sie fallen ließ. Für die Produktion ihrer dritten Platte It’s good Eve (1996) musste sie sich Geld leihen und durch die Clubs von Los Angeles tingeln.
Shepard brachte der Soundtrack für die damals neue Serie Ally McBeal, die bald Kultstatus erreichte, Ende der 1990er Jahre den Durchbruch. Searchin' my soul wurde zur Titelmelodie. Außerdem hatte sie regelmäßig Gastauftritte in der Serie. Sony Music kaufte die Rechte am ersten Soundtrack-Album für zwei Millionen US-Dollar; sie bekam dafür Platin. Später erschienen ein weiteres Ally McBeal-Album sowie zwei Compilations mit Ally-Titeln. Nachdem die Einschaltquoten von Ally McBeal in den USA unter die Fünf-Millionen-Grenze gesunken waren und die Sendung eingestellt worden war, begann für sie eine Zeit ohne Serienunterstützung.
Seit 2004 ist Shepard mit dem US-Musikproduzenten Mitchell Froom verheiratet und hat mit ihm einen Sohn (* 2006).

## Diskografie

### Studioalben
| Jahr | Titel     | Höchstplatzierung, Gesamtwochen, AuszeichnungChartplatzierungen (Jahr, Titel, Platzierungen, Wochen, Auszeichnungen, Anmerkungen) | Höchstplatzierung, Gesamtwochen, AuszeichnungChartplatzierungen (Jahr, Titel, Platzierungen, Wochen, Auszeichnungen, Anmerkungen) | Höchstplatzierung, Gesamtwochen, AuszeichnungChartplatzierungen (Jahr, Titel, Platzierungen, Wochen, Auszeichnungen, Anmerkungen) | Höchstplatzierung, Gesamtwochen, AuszeichnungChartplatzierungen (Jahr, Titel, Platzierungen, Wochen, Auszeichnungen, Anmerkungen) | Höchstplatzierung, Gesamtwochen, AuszeichnungChartplatzierungen (Jahr, Titel, Platzierungen, Wochen, Auszeichnungen, Anmerkungen) | Anmerkungen                             |
| Jahr | Titel     | DE | AT | CH | UK | US | Anmerkungen                             |
| ---- | --------- | --- | --- | --- | --- | --- | --------------------------------------- |
| 1999 | By 7:30   | — | — | — | UK39 (2 Wo.)UK | US79 (9 Wo.)US | Erstveröffentlichung: 20. April 1999    |
| 2002 | Chinatown | DE80 (5 Wo.)DE | — | — | — | — | Erstveröffentlichung: 18. November 2002 |

### Soundtracks
| Jahr | Titel                                      | Höchstplatzierung, Gesamtwochen, AuszeichnungChartplatzierungen (Jahr, Titel, Platzierungen, Wochen, Auszeichnungen, Anmerkungen) | Höchstplatzierung, Gesamtwochen, AuszeichnungChartplatzierungen (Jahr, Titel, Platzierungen, Wochen, Auszeichnungen, Anmerkungen) | Höchstplatzierung, Gesamtwochen, AuszeichnungChartplatzierungen (Jahr, Titel, Platzierungen, Wochen, Auszeichnungen, Anmerkungen) | Höchstplatzierung, Gesamtwochen, AuszeichnungChartplatzierungen (Jahr, Titel, Platzierungen, Wochen, Auszeichnungen, Anmerkungen) | Höchstplatzierung, Gesamtwochen, AuszeichnungChartplatzierungen (Jahr, Titel, Platzierungen, Wochen, Auszeichnungen, Anmerkungen) | Anmerkungen                            |
| Jahr | Titel                                      | DE | AT | CH | UK | US | Anmerkungen                            |
| ---- | ------------------------------------------ | --- | --- | --- | --- | --- | -------------------------------------- |
| 1998 | Songs from Ally McBeal                     | DE27 (47 Wo.)DE | AT20 (30 Wo.)AT | CH18 (12 Wo.)CH | UK3 Platin · (49 Wo.)UK | US7 Platin · (41 Wo.)US | Erstveröffentlichung: 5. Mai 1998      |
| 1999 | Heart and Soul: New Songs from Ally McBeal | DE19 Gold · (26 Wo.)DE | AT18 Gold · (17 Wo.)AT | CH22 (14 Wo.)CH | UK9 Platin · (23 Wo.)UK | US60 Gold · (14 Wo.)US | Erstveröffentlichung: 9. November 1999 |
| 2000 | Ally McBeal: A Very Ally Christmas         | DE22 (6 Wo.)DE | AT14 (7 Wo.)AT | — | — | US59 (6 Wo.)US | Erstveröffentlichung: November 2000    |
| 2001 | Ally McBeal: For Once in my Life           | DE13 (30 Wo.)DE | AT10 (14 Wo.)AT | CH20 (8 Wo.)CH | — | US34 (11 Wo.)US | Erstveröffentlichung: 24. April 2001   |

Weitere Alben
- 1989: Vonda Shepard
- 1992: The Radical Light
- 1996: It’s Good, Eve
- 2004: Live: A Retrospective
- 2008: From the Sun
- 2009: The Best of Ally McBeal
- 2010: From the Sun Tour: Live in San Javier
- 2011: Solo
- 2015: Rookie

### Singles
| Jahr | Titel Album                                                                    | Höchstplatzierung, Gesamtwochen, AuszeichnungChartplatzierungen (Jahr, Titel, Album, Platzierungen, Wochen, Auszeichnungen, Anmerkungen) | Höchstplatzierung, Gesamtwochen, AuszeichnungChartplatzierungen (Jahr, Titel, Album, Platzierungen, Wochen, Auszeichnungen, Anmerkungen) | Höchstplatzierung, Gesamtwochen, AuszeichnungChartplatzierungen (Jahr, Titel, Album, Platzierungen, Wochen, Auszeichnungen, Anmerkungen) | Höchstplatzierung, Gesamtwochen, AuszeichnungChartplatzierungen (Jahr, Titel, Album, Platzierungen, Wochen, Auszeichnungen, Anmerkungen) | Höchstplatzierung, Gesamtwochen, AuszeichnungChartplatzierungen (Jahr, Titel, Album, Platzierungen, Wochen, Auszeichnungen, Anmerkungen) | Anmerkungen                                 |
| Jahr | Titel Album                                                                    | DE | AT | CH | UK | US | Anmerkungen                                 |
| ---- | ------------------------------------------------------------------------------ | --- | --- | --- | --- | --- | ------------------------------------------- |
| 1987 | Can’t We Try Dan Hill                                                          | — | — | — | — | US6 (24 Wo.)US | Erstveröffentlichung: Mai 1987 mit Dan Hill |
| 1998 | Searchin’ My Soul Songs from Ally McBeal                                       | — | — | — | UK10 (12 Wo.)UK | — | Erstveröffentlichung: November 1998         |
| 1999 | Baby, Don’t You Break My Heart Slow Heart and Soul: New Songs from Ally McBeal | — | — | — | UK76 (1 Wo.)UK | — | Erstveröffentlichung: Juni 1999             |

Weitere Singles
- 1989: I Shy Away
- 1990: Don’t Cry Ilene
- 1992: Wake Up the House
- 1998: Hooked on a Feeling
- 1999: Maryland
- 1999: Tell Him
- 1999: Read Your Mind
- 2000: Someday We’ll Be Together
- 2001: Chances Are
- 2002: Rainy Days

## Auszeichnungen für Musikverkäufe
| Goldene Schallplatte - Belgien - 2000: für das Album Songs from Ally McBeal - Frankreich - 1999: für das Album Songs from Ally McBeal - Japan - 2004: für das Album Songs from Ally McBeal - Kanada - 2000: für das Album Heart and Soul: New Songs from Ally McBeal - Neuseeland - 1999: für das Album Heart and Soul: New Songs from Ally McBeal - Niederlande - 2000: für das Album Songs from Ally McBeal - 2000: für das Album Heart and Soul: New Songs from Ally McBeal - Norwegen - 2000: für das Album Heart and Soul: New Songs from Ally McBeal - Schweden - 2000: für das Album Heart and Soul: New Songs from Ally McBeal Platin-Schallplatte - Australien - 2000: für das Album Heart and Soul: New Songs from Ally McBeal - Finnland - 1999: für das Album Songs from Ally McBeal - Neuseeland - 1998: für das Album Songs from Ally McBeal - Polen - 2000: für das Album Songs from Ally McBeal - Spanien - 2000: für das Album Heart and Soul: New Songs from Ally McBeal | 2× Platin-Schallplatte - Europa - 2000: für das Album Songs from Ally McBeal - Kanada - 1998: für das Album Songs from Ally McBeal - Norwegen - 1999: für das Album Songs from Ally McBeal - Schweden - 1998: für das Album Songs from Ally McBeal 3× Platin-Schallplatte - Spanien - 2000: für das Album Songs from Ally McBeal 4× Platin-Schallplatte - Australien - 1999: für das Album Songs from Ally McBeal |

Anmerkung: Auszeichnungen in Ländern aus den Charttabellen bzw. Chartboxen sind in ebendiesen zu finden.
| Land/RegionAuszeichnungen für Musikverkäufe (Land/Region, Auszeichnungen, Verkäufe, Quellen) | Gold       | Platin       | Verkäufe    | Quellen                   |
| -------------------------------------------------------------------------------------------- | ---------- | ------------ | ----------- | ------------------------- |
| Australien (ARIA)                                                                            | —          | 5× Platin5   | 350.000     | aria.com.au               |
| Belgien (BRMA)                                                                               | Gold1      | —            | 25.000      | ultratop.be               |
| Deutschland (BVMI)                                                                           | Gold1      | —            | 150.000     | musikindustrie.de         |
| Europa (IFPI)                                                                                | —          | 2× Platin2   | (2.000.000) | ifpi.org                  |
| Finnland (IFPI)                                                                              | —          | Platin1      | 50.282      | ifpi.fi                   |
| Frankreich (SNEP)                                                                            | Gold1      | —            | 100.000     | snepmusique.com           |
| Japan (RIAJ)                                                                                 | Gold1      | —            | 100.000     | riaj.or.jp                |
| Kanada (MC)                                                                                  | Gold1      | 2× Platin2   | 250.000     | musiccanada.com           |
| Neuseeland (RMNZ)                                                                            | Gold1      | Platin1      | 22.500      | aotearoamusiccharts.co.nz |
| Niederlande (NVPI)                                                                           | 2× Gold2   | —            | 100.000     | riaj.or.jp                |
| Norwegen (IFPI)                                                                              | Gold1      | 2× Platin2   | 125.000     | ifpi.no                   |
| Österreich (IFPI)                                                                            | Gold1      | —            | 25.000      | ifpi.at                   |
| Polen (ZPAV)                                                                                 | —          | Platin1      | 100.000     | olis.pl                   |
| Schweden (IFPI)                                                                              | Gold1      | 2× Platin2   | 200.000     | sverigetopplistan.se      |
| Spanien (Promusicae)                                                                         | —          | 4× Platin4   | 400.000     | mediafire.com             |
| Vereinigte Staaten (RIAA)                                                                    | Gold1      | Platin1      | 1.500.000   | riaa.com                  |
| Vereinigtes Königreich (BPI)                                                                 | —          | 2× Platin2   | 600.000     | bpi.co.uk                 |
| Insgesamt                                                                                    | 12× Gold12 | 23× Platin23 |             |                           |